# 2015年ギリシャ国民投票
2015年ギリシャ国民投票（にせんじゅうごねんギリシャこくみんとうひょう、ギリシア語: Ελληνικό δημοψήφισμα του 2015）は、2015年7月5日、国際債権団によるギリシャへの金融支援の条件をめぐって実施された国民投票である。反対61.31%、賛成38.69%の大差で、歳出削減策を伴う金融支援案の受け入れを拒否する民意が示された。

## 概説

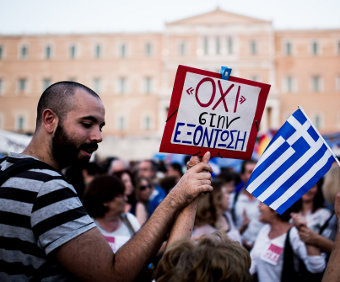
緊縮策受け入れ反対のプラカードを掲げるデモ参加者。ギリシャ議会議事堂前、2015年6月29日。

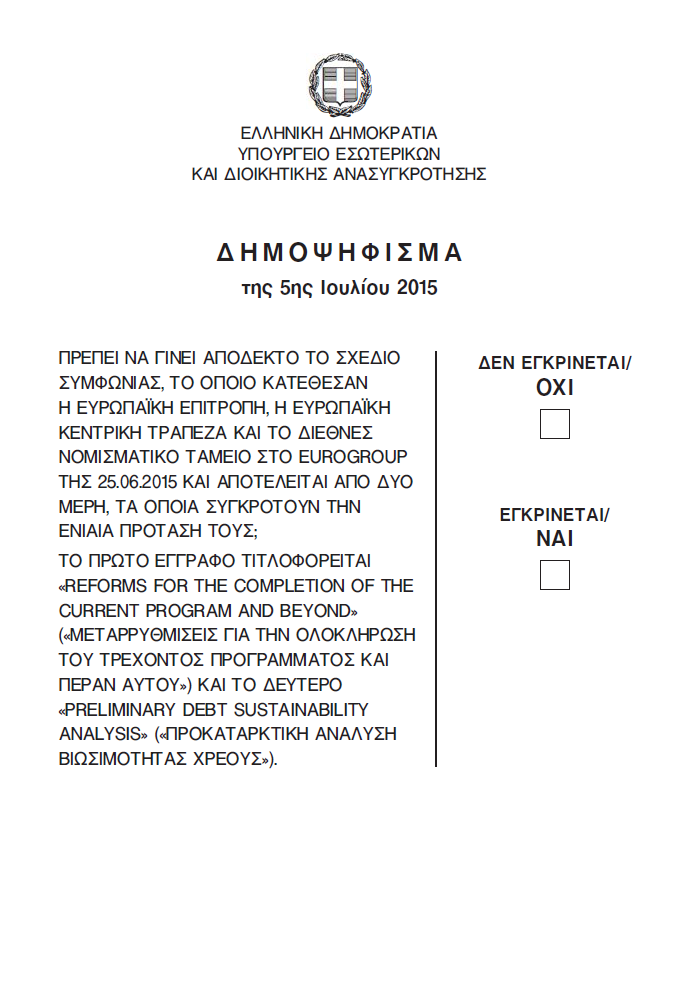
投票用紙。記入欄の"OXI（オヒ）"は「いいえ」、"NAI（ネ）"は「はい」。

6月25日、ユーロ圏財務相会合において、欧州委員会（EC）・欧州中央銀行（ECB）・国際通貨基金（IMF）の3者がギリシャ財政の改革案を提示した。6月26日、ギリシャの首相アレクシス・ツィプラスは、国際債権団が提示した歳出削減策を拒否し、最新の支援条件をめぐって7月5日に国民投票を実施すると表明した。6月28日未明、定数300人のギリシャ議会で採決の結果、賛成178、反対120で国民投票実施が決まった。6月29日、ギリシャ政府は、国際債権団の要求の受け入れについて「ノー」か「イエス」かで端的に問う内容の国民投票の質問文案を公表した。
投票できるのはギリシャ国内在住の18歳以上の有権者800万人余りで、投票率40％以上で成立し、賛成・反対いずれか1票でも上回った方が投票結果となるとされた。
ギリシャにおける国民投票は、1920年・1924年・1935年・1946年・1968年・1973年・1974年にも実施された。直近では、1974年12月8日、立憲君主制を廃止し大統領共和制へ移行する案について、約70％の有権者が賛成票を投じた。